# توماس ویلوم ینسن
توماس ویلوم ینسن (دانمارکی: Tomas Villum Jensen؛ زادهٔ ۱۲ آوریل ۱۹۷۱) بازیگر، کارگردان فیلم و مجری تلویزیون اهل دانمارک است.
از فیلم‌هایی که وی در آن نقش داشته‌است، می‌توان به سیب‌های آدم و فرشته شب اشاره کرد.